# مارگیت پورتنه
مارگیت پورتنه (دانمارکی: Margit Pörtner; ۱۶ فوریهٔ ۱۹۷۲ – ۲۶ آوریل ۲۰۱۷) ورزشکار کرلینگ اهل دانمارک بود.